# Université centrale indienne

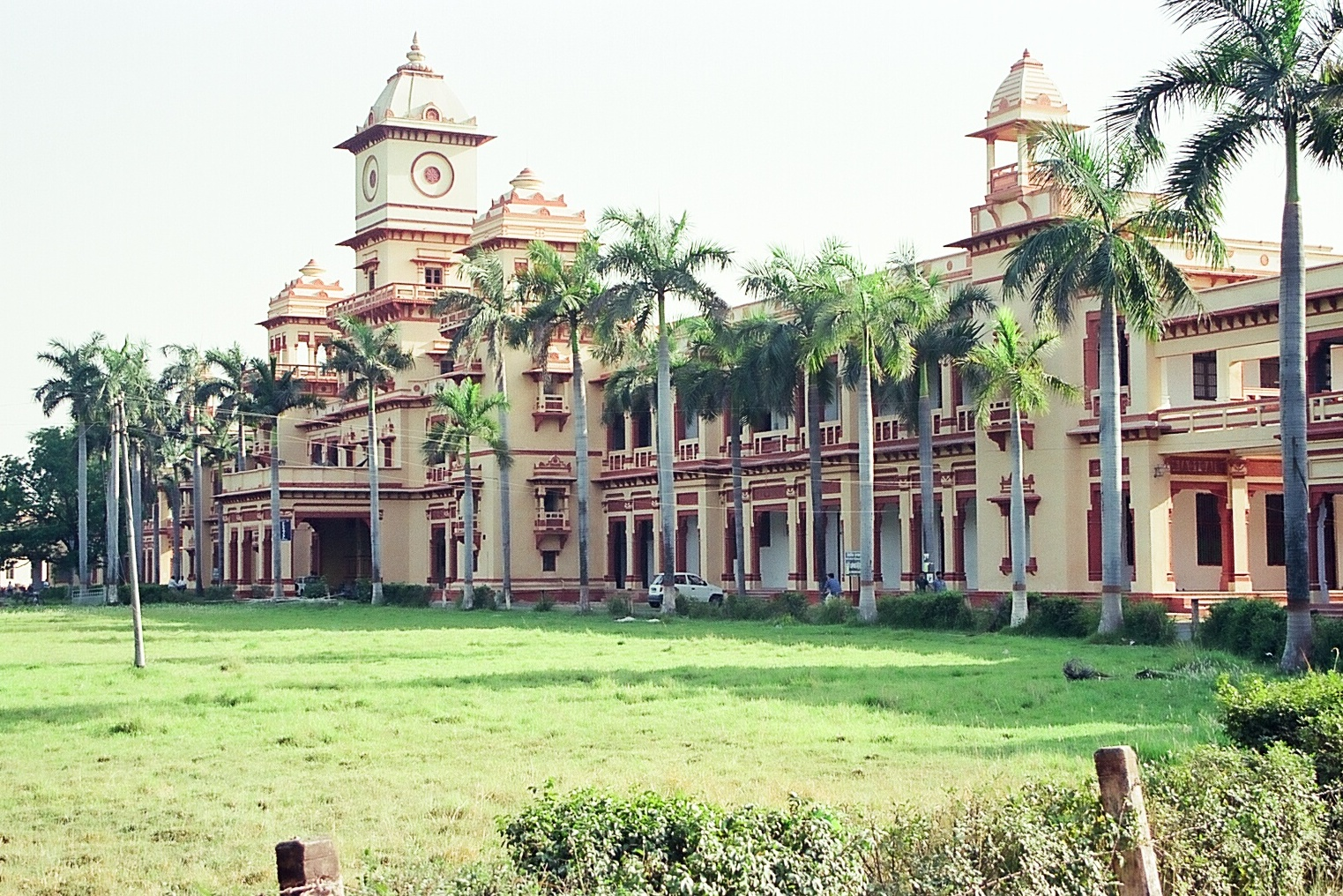
Bâtiment de style indo-gothique de l'université hindoue de Bénarès.

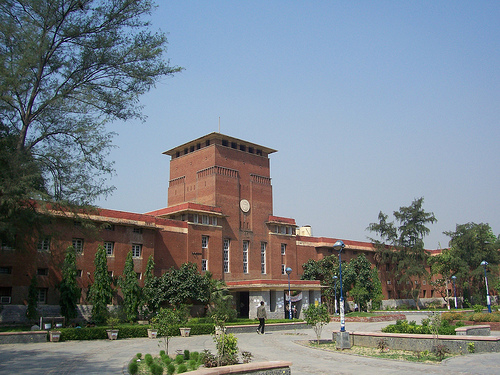
Bâtiment principal de l'université de Delhi.

Une université centrale (en anglais : Central University ou Union University) est une université en Inde établie par un Acte du Parlement et sous la supervision du 
Department of Higher Education du Union Human Resource Development Ministry.

## Liste des universités centrales de l'Inde
| Université                                          | État              | Lieu         | Fondation    | Spécialisation                | Sources |
| --------------------------------------------------- | ----------------- | ------------ | ------------ | ----------------------------- | ------- |
| The English and Foreign Languages University        | Andhra Pradesh    | Hyderabad    | 1958 (1973*) | Anglais et langues étrangères | [ 2 ]   |
| Maulana Azad National Urdu University               | Andhra Pradesh    | Hyderabad    | 1998         | Ourdou                        | [ 3 ]   |
| University of Hyderabad                             | Andhra Pradesh    | Hyderabad    | 1974         | Généraliste                   | [ 4 ]   |
| Rajiv Gandhi University                             | Arunachal Pradesh | Itanagar     | 1984         | Généraliste                   | [ 5 ]   |
| Assam University                                    | Assam             | Silchar      | 1994         | Généraliste                   | [ 6 ]   |
| Tezpur University                                   | Assam             | Tezpur       | 1994         | Généraliste                   | [ 7 ]   |
| Central University of Bihar#                        | Bihar             | Gaya         | 2009         | Généraliste                   | [ 8 ]   |
| Guru Ghasidas University                            | Chhattisgarh      | Bilaspur     | 1983 (2009*) | Généraliste                   | [ 9 ]   |
| Université nationale ouverte Indira Gandhi          | Delhi             | New Delhi    | 1985         | FOAD                          | [ 10 ]  |
| Jamia Millia Islamia                                | Delhi             | New Delhi    | 1920 (1988*) | Générale                      | [ 11 ]  |
| Jawaharlal Nehru University                         | Delhi             | New Delhi    | 1969         | Généraliste                   | [ 12 ]  |
| Université de Delhi                                 | Delhi             | New Delhi    | 1922         | Généraliste                   | [ 13 ]  |
| Central University of Gujarat#                      | Gujarat           | Gandhinagar  | 2009         | Généraliste                   | [ 14 ]  |
| Central University of Haryana#                      | Haryana           | Mahendragarh | 2009         | Généraliste                   | [ 15 ]  |
| Central University of Himachal Pradesh#             | Himachal Pradesh  | Dharamsala   | 2009         | Généraliste                   | [ 16 ]  |
| Central University of Kashmir#                      | Jammu and Kashmir | Srinagar     | 2009         | Généraliste                   | [ 17 ]  |
| Central University of Jharkhand#                    | Jharkhand         | Ranchi       | 2009         | Généraliste                   | [ 18 ]  |
| Central University of Karnataka#                    | Karnataka         | Gulbarga     | 2009         | Généraliste                   | [ 19 ]  |
| Central University of Kerala#                       | Kerala            | Kasaragod    | 2009         | Généraliste                   | [ 20 ]  |
| Dr. Hari Singh Gour University                      | Madhya Pradesh    | Sagar        | 1946         | Généraliste                   | [ 21 ]  |
| Indira Gandhi National Tribal University            | Madhya Pradesh    | Amarkantak   | 2007         | Généraliste                   | [ 22 ]  |
| Mahatma Gandhi Antarrashtriya Hindi Vishwavidyalaya | Maharashtra       | Wardha       | 1997         | Hindi                         | [ 23 ]  |
| Central Agricultural University                     | Manipur           | Imphal       | 1993         | Agriculture                   | [ 24 ]  |
| Manipur University                                  | Manipur           | Imphal       | 1980 (2005*) | Généraliste                   | [ 25 ]  |
| North Eastern Hill University                       | Meghalaya         | Shillong     | 1973         | Généraliste                   | [ 26 ]  |
| Mizoram University                                  | Mizoram           | Aizawl       | 2000         | Généraliste                   | [ 27 ]  |
| Nagaland University                                 | Nagaland          | Kohima       | 1994         | Généraliste                   | [ 28 ]  |
| Central University of Orissa#                       | Orissa            | Koraput      | 2009         | Généraliste                   | [ 29 ]  |
| Pondicherry University                              | Puducherry        | Pondichéry   | 1985         | Généraliste                   | [ 30 ]  |
| Central University of Punjab#                       | Pendjab           | Bathinda     | 2009         | Généraliste                   | [ 31 ]  |
| Central University of Rajasthan#                    | Rajasthan         | Jaipur       | 2009         | Généraliste                   | [ 32 ]  |
| Sikkim University                                   | Sikkim            | Gangtok      | 2007         | Généraliste                   | [ 33 ]  |
| Central University of Tamil Nadu#                   | Tamil Nadu        | Tiruvarur    | 2009         | Généraliste                   | [ 34 ]  |
| Indian Maritime University                          | Tamil Nadu        | Chennai      | 2008         | Marine science                | [ 35 ]  |
| Tripura University                                  | Tripura           | Agartala     | 1987         | Généraliste                   | [ 36 ]  |
| Aligarh Muslim University                           | Uttar Pradesh     | Aligarh      | 1875         | Généraliste                   | [ 37 ]  |
| Université d'Allahabad                              | Uttar Pradesh     | Prayagraj    | 1887         | Généraliste                   | [ 38 ]  |
| Université Babasaheb Bhimrao Ambedkar               | Uttar Pradesh     | Lucknow      | 1996         | Généraliste                   | [ 39 ]  |
| Université hindoue de Bénarès                       | Uttar Pradesh     | Varanasi     | 1916         | Généraliste                   | [ 40 ]  |
| Hemwati Nandan Bahuguna Garhwal University          | Uttarakhand       | Srinagar     | 1973         | Généraliste                   | [ 41 ]  |
| Visva-Bharati University                            | West Bengal       | Santiniketan | 1951         | Généraliste                   | [ 42 ]  |

* A reçu le statut d'université centrale
# Establie selon le Central Universities Act, 2009

## Nombre d'universités par état
Le nombre d'universités par état est le suivant:
| Nombre d'universités centrales par état | Nombre d'universités centrales par état |
| État                                    | Universités centrales                   |
| --------------------------------------- | --------------------------------------- |
| Andhra Pradesh                          | 3                                       |
| Arunachal Pradesh                       | 1                                       |
| Assam                                   | 2                                       |
| Bihar                                   | 2                                       |
| Chhattisgarh                            | 1                                       |
| Delhi                                   | 4                                       |
| Gujarat                                 | 1                                       |
| Haryana                                 | 1                                       |
| Himachal Pradesh                        | 1                                       |
| Jammu and Kashmir                       | 1                                       |
| Jharkhand                               | 1                                       |
| Karnataka                               | 1                                       |
| Kerala                                  | 1                                       |
| Madhya Pradesh                          | 2                                       |
| Maharashtra                             | 1                                       |
| Manipur                                 | 2                                       |
| Meghalaya                               | 1                                       |
| Mizoram                                 | 1                                       |
| Nagaland                                | 1                                       |
| Orissa                                  | 1                                       |
| Puducherry                              | 1                                       |
| Pendjab                                 | 1                                       |
| Rajasthan                               | 1                                       |
| Sikkim                                  | 1                                       |
| Tamil Nadu                              | 2                                       |
| Tripura                                 | 1                                       |
| Uttar Pradesh                           | 4                                       |
| Uttarakhand                             | 1                                       |
| West Bengal                             | 1                                       |
| Total                                   | 41                                      |